# Kabinett Campe
Das Kabinett Campe bildete von November 1861 bis 5. November 1874 die von Herzog Wilhelm eingesetzte Landesregierung des Herzogtums Braunschweig.
| Amt | Name                                                                                         |
| Vorsitzender des Staatsministeriums Auswärtige Angelegenheiten Justiz-, Kirchen- und Schulangelegenheiten | Burckhard von Campe                                                                          |
| Inneres                                                                                                   | Wilhelm Schulz                                                                               |
| Finanzen, Handel                                                                                          | Friedrich von Liebe, November 1861 – Februar 1867 Friedrich Zimmermann, ab Februar/März 1867 |